# Simone Larcher
Pour les articles homonymes, voir Larcher.
Simone Larcher (1903-1969) est une militante libertaire française, compagne de Louis Louvet.

## Biographie
Née Rachel Willissek le 30 avril 1903 dans le département de l'Oise en région picarde, elle fut emprisonnée à l'âge de 22 ans pour la publication et la distribution de la brochure Crosse en l'air dans la caserne de Reuilly.
Quelques mois seulement après sa libération, elle entreprend la publication du journal L'Anarchie.
Avec Louis Louvet, ils animeront à partir de 1927 les débats des Causeries populaires, qui dureront 10 ans. Les débats de ses réunions donneront naissance au journal trimestriel Controverse.
Simone Larcher devient correctrice de  presse anarchiste dès 1928 - et la première femme à faire partie du comité syndical des correcteurs (1941), jusqu'alors réservé presque exclusivement aux hommes.
Après la guerre, elle collabore à Ce qu'il faut dire, un journal, puis elle entreprend une série de conférences, et rédige La Renaissance libertaire, une brochure.
Elle se sépare de Louis en 1947, s'éloigne quelque peu de l'idéal anarchiste et du militantisme, mais conserve néanmoins ses amitiés libertaires jusqu'à sa mort, le 10 avril 1969, en Lozère.